# ウクライナ全土爆撃
ウクライナ全土爆撃（ウクライナぜんどばくげき）は、2022年ロシアのウクライナ侵攻においてロシア軍により2022年10月10日から12日、21日から22日、31日にウクライナ全土に対して行われた巡航ミサイルによる爆撃とドローン攻撃である。ウクライナの民間人地域と重要なエネルギー施設が爆撃の標的となり、首都キーウや地方の各都市で多数の爆発が報告されている。
ウクライナ国防省情報総局によれば、ロシア軍は10月2日と3日にモスクワの大統領府からミサイル攻撃の準備を命じられたとされる。ロシアの大統領ウラジーミル・プーチンは、10月8日に発生したクリミア大橋爆発への報復であると発言した。
発電所や電気ノードへの組織的な攻撃により、ウクライナは電気と日常生活への多大な負担を強いられた。数百万人の市民が厳しい冬に追い込まれ、意図的に民間人の苦痛が最大になるように計画されたと非難された。この戦略は、ウクライナ人の抵抗と戦う意志を挫くための残忍な作戦であり、領土保全のための休戦協定を強制し、軍事的な勝利を主張する意図があるものと受け止められている。
ウクライナ全土爆撃は国際的に非難され、欧州委員会は残酷とし、NATO事務総長のイェンス・ストルテンベルグは恐ろしく、無差別であるとし、ウクライナ大統領のウォロディミル・ゼレンスキーは絶対悪でテロであると表現した。結果として、NATO加盟国はウクライナに対して新たな対ミサイル防衛設備を供給した。

## 背景
戦争初期に、純粋な最前線は別として、ロシアは情報施設と燃料施設を爆撃し、その後の数カ月、最前線への兵器輸送を妨害するために、ウクライナの鉄道、燃料貯蔵施設、橋などのインフラを攻撃し続けた。これらの妨害は、Starlink statellite internet servicesのような代替サービスと分散により緩和された。

## 第一波
10月10日午前11時、ロシアの攻撃の結果、8つの地域とキーウの11の重要なインフラ施設が被害を受けた。ウクライナのエネルギー大臣によると、ウクライナのエネルギーインフラ施設の約30%がミサイル攻撃の被害を受けた。ウクライナのいくつかの都市や町で停電が発生する可能性があるとも報告した。

83発以上のミサイル、 ベラルーシの領土から打ち上げられた17機のイラン製ドローンにより攻撃された。ウクライナ国防副大臣によると、ウクライナは、ロシアが発射した合計83発のミサイルのうち43発を撃墜したと主張している。
ロシア軍はウクライナの少なくとも14の都市を攻撃し、その中で最も激しかったのはキーウだった。その他にも、リヴィウ、テルノーピリ、ジトームィル、ドニプロ、クレメンチュク、ザポリージャ、ハルキウにおいて爆撃が報告されたプーチンは、攻撃は主要なエネルギーインフラと軍事指揮施設を標的にしていると述べたが、キーウにある大学や子供の遊び場などの民間地域も攻撃したと報告されている。

### 主要都市

#### キーウ

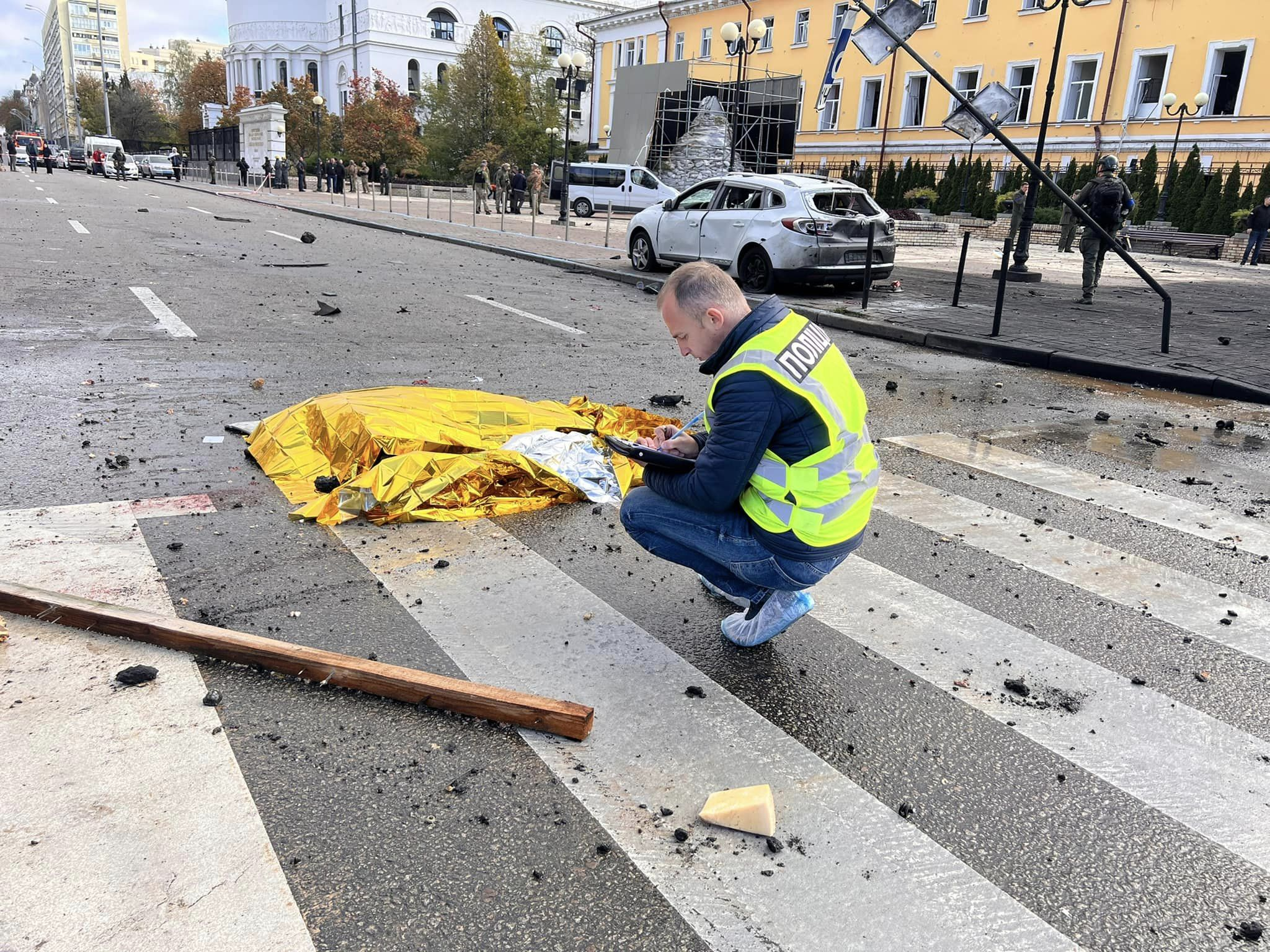
市内中心部へのミサイル攻撃の後、死亡した民間人。

10月10日午前8時（現地時間）、キーウの2つの地区で数回の爆発が発生。内務省長官補佐官によると、キーウのロケット弾の 1 つは、記念碑の近くに落下した。爆風によりキーウ中央駅の建物と屋根が損傷したが、営業を続けた。キーウ地下鉄の駅は閉鎖され、全駅が防空壕として運用されている。7人が死亡し、49人が負傷した。6台の車で火災が発生し、15台以上の車が損傷した。攻撃は、キーウのタラス・シェフチェンコ国立大学、ハネンコ博物館、タラス・シェフチェンコ国立博物館、および他のいくつかの博物館を含む、ウクライナの文化的および教育的建物に損害を与えた。

#### リヴィウ
エネルギー施設へのロケット弾攻撃の結果、停電に陥った。市内のマンションでもお湯が出なくなった。

#### ハルキウ
10月10日の朝、エネルギーインフラ施設で3回以上の攻撃が確認された。一部地域では、水と電気が遮断された。

#### オデーサ
オデーサの知事であるマクシム・マルチェンコによると、3つのミサイルと5つの特攻無人機がオデーサ地域の防空部隊によって撃墜された。

#### ドニプロ
市内中心部では、市の郊外にある工業用地で殺害された人々の死体が発見された。建物の窓は吹き飛ばされ、通りにはガラスが散らばっていた。

#### ザポリージャ

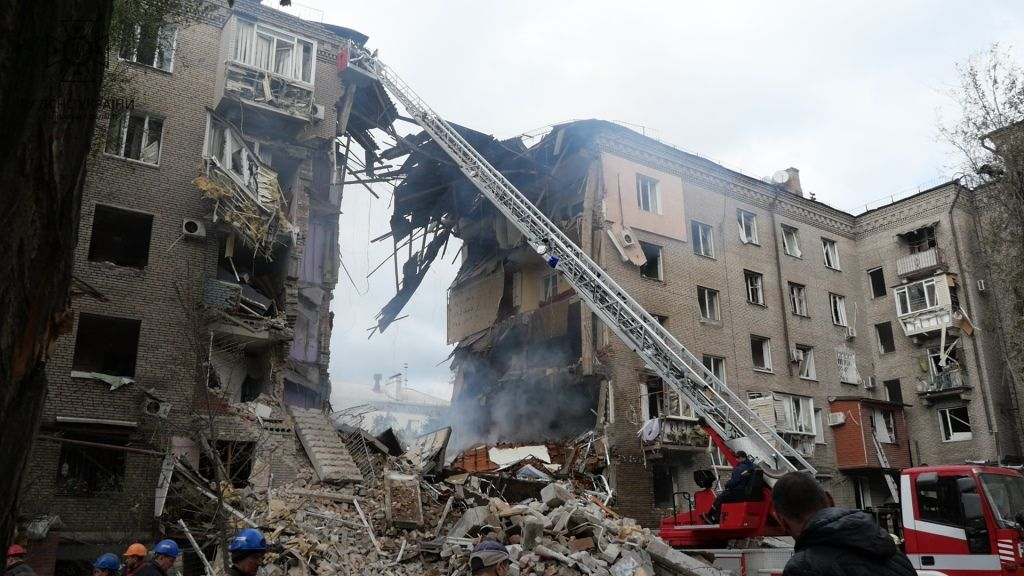
攻撃後のザポリージャの住宅

アパートが破壊され、幼稚園が被害を受けた。5人が死亡し、8人が負傷したと報告された。

### その他の地域

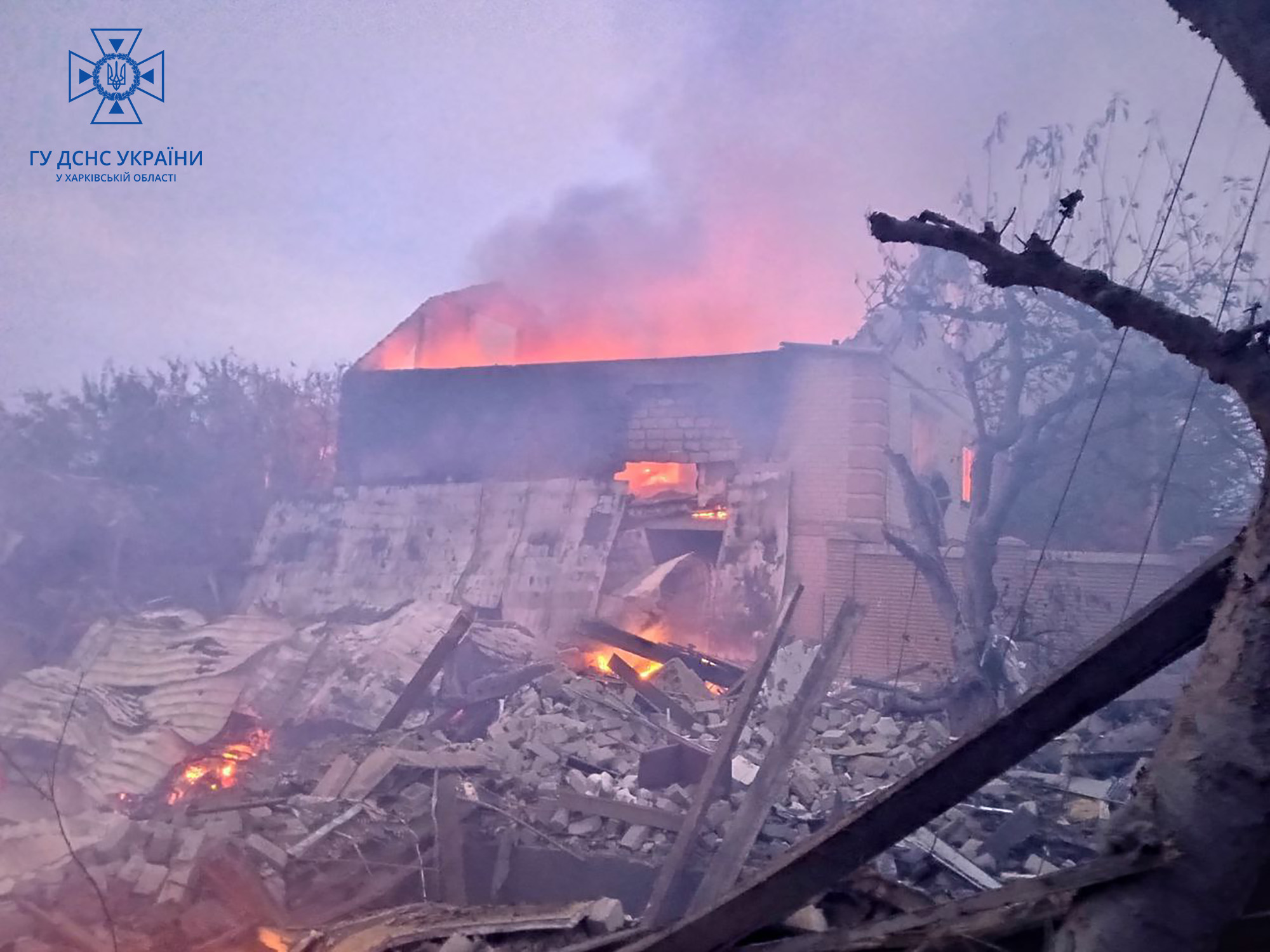
爆撃後のクピャンスクの住宅

10月10日にミサイル爆撃を受けた都市

ウクライナで攻撃が行われたそしてジトーミル、Ivano-Frankivskと同様に、テルノーピリ、Sumy、および Poltava 地域。ポルタバでは電気と水の供給が途絶え、地域では停電が発生した。

### 他国への影響

#### サムスンのウクライナ本社
Samsung Electronicsは、攻撃を受けてウクライナ本社が軽微な被害を受けたことを確認した。1つのミサイルは、Lva Tolstoho通りの 101 Tower のオフィスの近くで爆発した。 スタッフに死傷者はいなかった。

#### ドイツ大使館の損害
キーウのドイツ領事館もロシアのミサイルによって被害を受けたが、外交官の建物は何ヶ月も空けられていたため、当局者は出席していなかった。

#### モルドバ領空侵犯
モルドバの外務・ヨーロッパ統合大臣ニク・ポペスクは、10月10日に黒海からロシアのミサイル3発が発射されたと発表した モルドバ領空を通過してウクライナを狙った。 彼はこの出来事を「可能な限り強い言葉で」非難し、国際法違反と呼んだ。 ポペスクはまた、モルドバのロシア大使であるオレグ・ヴァスネツォフが説明を提供するために召喚されたと付け加えた。

## 第二波
10月17日と18日には、ウクライナのインフラに対するさらなる攻撃が行われた。そして10月22日、ロシアはエネルギーインフラに対する2回目の「大規模な」一連の攻撃を開始しました。 ウクライナ空軍司令部は、33発の巡航ミサイルが発射され、そのうち18発がウクライナの防空部隊によって撃墜されたと述べた。国営電力会社ウクレネルゴは、「被害の規模は、10月10日から12日の攻撃の結果に匹敵するか、それを超える可能性がある」と述べた。攻撃により、150万人のウクライナ人の電気が遮断された。
10月26日のミサイル攻撃により、国のエネルギー容量がさらに減少し、キーウ、ジトーミル、チェンスキー、およびチェルニーヒウ北部地域での停電期間が延長された。

## 第三波
10月31日にウクライナの電力施設に対して大規模なミサイル攻撃が行われ、キーウ市民の約80%が水道を使えなくなった。

### モルドバへのミサイル落下
ロシアのミサイルがウクライナの防空設備により撃墜され、モルドバのナスラヴチャ村に落下した。死傷者は報告されていないが、複数の住宅で窓ガラスが割れる被害が出ており、モルドバ当局は攻撃に対して強く非難した。

## 反応

### 国際機関

#### 国連
国連事務総長 António Guterres は、大規模なミサイル攻撃に「深いショックを受けた」と彼のスポークスマンは述べた。

#### 欧州連合
欧州委員会の議長であるウルスラ・フォン・デア・ライエンは、欧州連合が「必要な限り」ウクライナの側に立つと約束した。エストニアの首相、Kaja Kallasと並んで、EUのロシアとの東の国境近くでビデオメッセージで話してる。フランスのマクロン大統領は10月12日に、空爆のため今後数週間で防空システムがウクライナに配備されると発表した。 彼は戦争が「前例のない段階」に入ったと述べた。ドイツは10月10日、防空システム4基の納入を早めると発表した。オランダ国防相カスヤ・オロングレンは、10月12日の議会への書簡で、攻撃は「..ウクライナとその国民への絶え間ない支援によってのみ対処できる」と書いた。 彼女は、ロシアの攻撃に対応して、ウクライナに 1,500万ユーロの防空ミサイルを提供すると発表した。
ドイツのイニシアチブに続いて、10月13日、ヨーロッパ15カ国は、新しいヨーロッパスカイシールドイニシアチブの下で、大陸を保護するための防空システムを共同で調達することを発表した。

### 個々の国

#### アメリカ
攻撃の翌日、大統領バイデンは攻撃を非難し、ウクライナに「高度な防空システム」を送ると発表した。米国大統領は、ウクライナ大統領 ゼレンスキー と電話で話した。バイデン大統領は「キーウを含むウクライナ全土でのロシアのミサイル攻撃に対する非難を表明し、これらの無意味な攻撃で死傷した人々の愛する人たちに哀悼の意を表した。彼は、ウクライナに自衛に必要な支援を提供し続けることを約束した。」米国大使館は、民間人や民間のインフラに直接的な脅威を与える砲撃のために、ウクライナを離れるよう市民に要請した。

#### イギリス
英国は攻撃を非難し、ベン・ウォレス国防長官は10月13日、英国は巡航ミサイルを撃墜できる高度な防空システム AMRAAMを寄贈すると述べた。 彼は、より多くの無人偵察機とさらに18基の榴弾砲も送られると付け加えた。

#### ウクライナ
ウクライナ大統領 ゼレンスキー はテレグラムに次のように書いている。」
ウクライナ外務省Dmytro Kulebaの長官は、大規模なミサイル攻撃のため、アフリカ訪問の即時中断を発表した。彼は、プーチンは「ミサイルと対話するテロリストであり」、「唯一の戦術は平和なウクライナの都市へのテロであるが、彼はウクライナを崩壊させないだろう」と語った。
教育省 は、10月14日までにすべての学校を遠隔教育に移行するよう勧告した。
ドイツ首相ショルツとゼレンスキーはG7の緊急会議を召集することに合意した。
調査によると、ベラルーシ の領土から発射された 83発以上のミサイルと17基のイラン製 Shahed UAV が攻撃に関与したことが示されている。 ウクライナは、MANPADSで撃墜された巡航ミサイルを含め、43発のミサイルを撃墜したと主張した。

#### ロシア

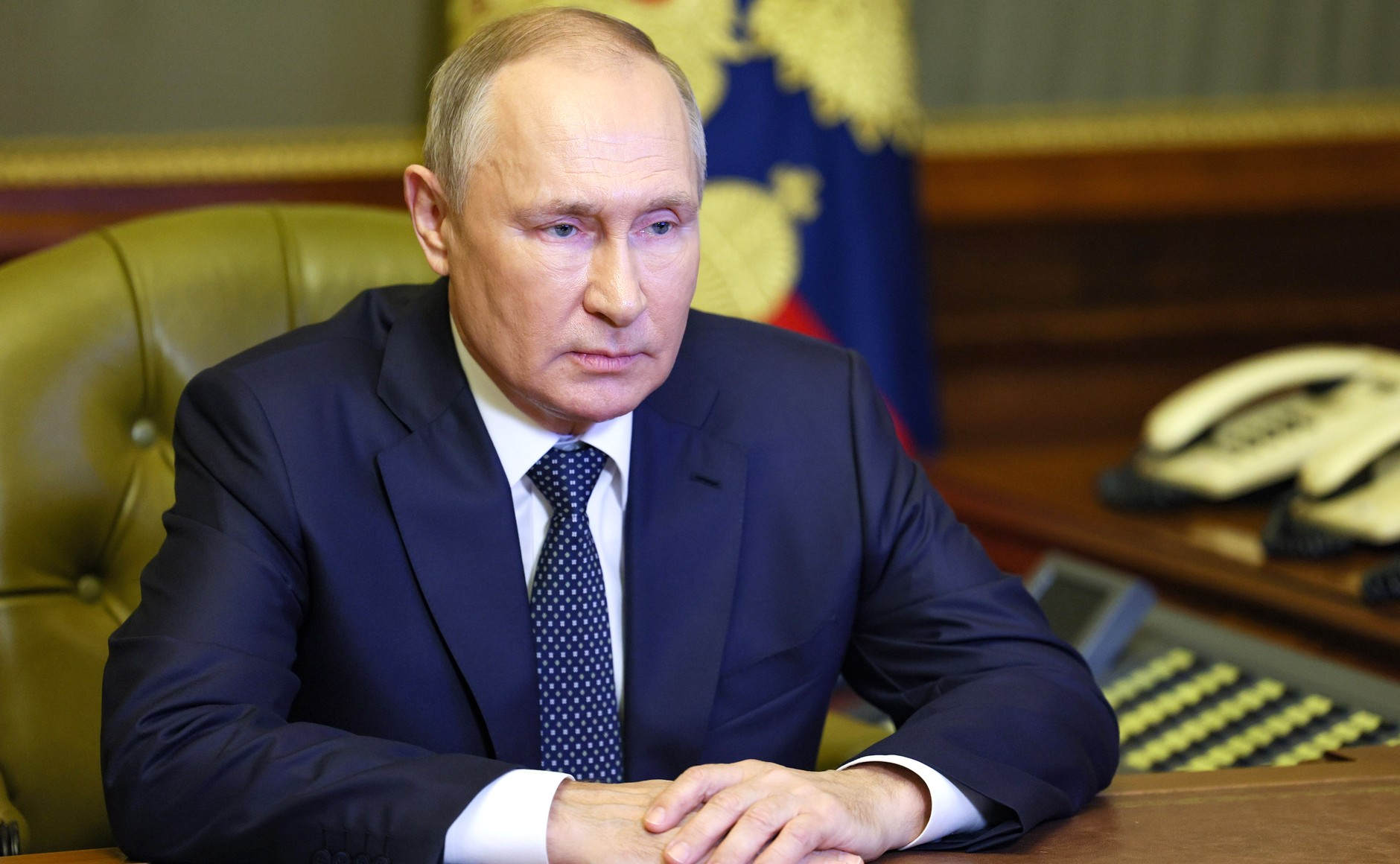
プーチン大統領は、ウクライナへの攻撃は、クリミア大橋に対するウクライナの攻撃に対する報復であると述べた。

ロシアの 国防省 は、ウクライナへの大規模なロケット攻撃に満足していると述べ、軍事物やエネルギー物を含むすべての標的が破壊されたと主張した。
ロシア大統領プーチンは、ウクライナへのミサイル攻撃は、クリミアとロシアを結ぶ橋に対するウクライナの攻撃とされるものに対する報復であり、彼は「テロ行為」と呼んだ。[ウクライナの攻撃]が続く場合、対応は「深刻」になると付け加えると言った。
ロシアのプロパガンダとマルガリータ・シモヤン、ティグラン・ケオサヤン、エフゲニー・ポドゥブニー、ラムザン・カディロフなどの政府高官、 ウクライナへのミサイル攻撃を喜び、冬の前に発電所をターゲットにする必要がある。ロシアの国営テレビ チャンネル Russia-1 は、虚偽の主張を広めた。 ミサイル攻撃を送った。ロシアの専門家と ロシアのウェブ旅団はまた、爆撃された高層ビルのガラスの破片によって負傷した犠牲者の写真とビデオが演出されたと誤って主張した。

#### 他の国
- 10月11日、メルボルン、シドニー、ホバート、および首都キャンベラの各都市に群衆が集まり、攻撃後のウクライナを支持するために結集した。[99]
- モルドバ大統領、は攻撃を非難し、「無実の民間人に対する残虐行為、恐怖、殺害は直ちに止めなければならない」と述べた。[100]
- 中国外交部 は、「状況がすぐに緩和されることを望んでいる」と表明した、と広報担当者は記者会見で述べた。[101]
- インド外務省 「ウクライナでの最近の紛争の激化に深い懸念を表明する声明を発表した。これには、インフラの標的化と民間人の死亡が含まれる。」 彼らはまた、「敵対行為の即時停止と、外交と対話の道への緊急の復帰」を求めた。[102]
- イスラエルの首相であるYair Lapidは、民間人に対するロシアの攻撃を「強く非難」した。[103][104]
- トルコの外務大臣 Mevlüt Çavuşoğlu は、ウクライナの外務大臣と電話で話しました。 彼はロシアの攻撃を強く非難し、トルコがウクライナへの支援を継続することを確認した。 閣僚はまた、国連総会内で断固たる対応を動員するための努力を調整した。[105]

### マスコミ
英国の雑誌The Spectatorは、攻撃を「ロシアのテロ爆撃」キャンペーンと呼んだ。